# Pobeda (hora)
Pobeda (rusky Победа – vítězství) je nejvyšší hora pohoří Čerského, republiky Sacha i celé východní Sibiře. Podle sovětských topografických map vydaných roku 1989 je vysoká 3003 metrů, podle starších map z roku 1946 pak 3147 metrů. Vrchol hory je zaledněn, stéká z něj 7,5 km dlouhý ledovec V. A. Obručeva.
Vrcholu hory bylo poprvé dosaženo v roce 1966 skupinou V. M. Afanasjeva z Jakutsku severozápadním hřebenem. První zimní výstup uskutečnili v únoru 2018 Simone Moro a Tamara Lunger.